# Колина (Пескара)
Колина (итал. Collina) је насеље у Италији у округу Пескара, региону Абруцо.
Према процени из 2011. у насељу је живело 226 становника. Насеље се налази на надморској висини од 246 м.